# Mats Fagerström
För journalisten, informatören och företagsledaren med samma namn, se Mats Fagerström (informatör) (född 1938)
Mats Tomas Sören Fagerström, född 25 november 1959 i Trollhättan, är en svensk sportjournalist.
Fagerström är uppväxt och bosatt i Karlstad där han arbetar på Sveriges Radio sedan 1992. Han jobbar både lokalt med sport i P4 Värmland och för Radiosporten i Stockholm. För Radiosporten bevakar han bland annat ishockey med Färjestad men även Örebro och Leksand och allsvensk fotboll med Degerfors. Han är också grenansvarig på Radiosporten för brottning och curling vilket fört honom till OS i London, Sotji, Rio, Pyeongchang, Tokyo och Peking. Han har också bevakat såväl EM som VM i de sporterna där främst curlingen med Lag Edin som tog OS-guld 2022 i Peking, OS-silver i Pyeongchang 2018, OS-brons i Sotji 2014,Lag Hasselborg som tog OS-guld 2018 i Pyeongchang och Lag Sigfridsson som tog OS-silver 2014 i Sotji levererat medaljer i allehanda valörer. Men även brottarna har levererat. Johan Eurén och Jimmy Lidberg tog brons i London 2012 och Sofia Mattsson och Jenny Fransson tog brons i Rio 2016. 